# Феномен електронного голосу
Феномен електронного голосу (англ. Electronic Voice Phenomenon) — поява на аудіозаписах шумів, що нагадують людський голос. Певне поширення отримали паранормальні пояснення цього феномена (такі, як зв'язок з померлими). Подібне трактування феномену не є науковим фактом і не визнається академічною наукою. Наукове пояснення полягає в тому, що при сприйнятті інформації мозком є тенденція пошуку закономірності у випадкових подразниках (апофенія, парейдолія). Крім того, не виключена можливість, що деякі записи «електронного голосу» зроблені з метою шахрайства або жарту.

## Історія
Вперше припущення про існування даного явища було запропоновано і досліджено шведським кінопродюсером Фрідріхом Юргенсоном (Friedrich Jürgenson). У 1959 році Юргенсон записував на магнітофонну стрічку голоси птахів. Під час запису не сталося нічого незвичайного, проте коли Юргенсон прослухав зроблені записи, то крім голосів птахів виявив на стрічці запис стороннього чоловічого голосу на норвезькій мові. Юргенсон був упевнений, що під час запису поблизу не було людей, і тому вирішив, що магнітофон випадково записав передачу з однієї норвезької радіостанції. Так як шведська і норвезька мови дуже близькі, то Юргенсон відразу зрозумів, що голос на запису веде розповідь про звуки, що видаються птахами. Навівши довідки, він з'ясував, що в той день, коли він зробив запис, жодна з норвезьких радіостанцій не передавала в ефірі програм подібного змісту. Тоді Юргенсон почав проводити досліди з вивчення даного явища. Незабаром йому навіть вдалося нібито встановити зв'язок зі своєю покійною матір'ю. Пізніше він докладно описав цей феномен. Послідовником Юргенсона став латвійський психолог Костянтин Раудив.
Раніше подібними дослідженнями також займався Томас Едісон. Едісон висловлював думку, що особистісні якості людини, такі як, наприклад, характер і інтелект не зникають після смерті фізичного тіла, а лише переходять в іншу площину буття. Едісон працював над створенням електронного пристосування, що дозволив би отримувати інформацію, що передається душами померлих. Була версія, що Едісон сконструював прилад, що нагадує наш диктофон, за допомогою якого він збирався встановити зв'язок з мертвими.